# Antic pavelló de la Caixa de Pensions
L'Antic pavelló de la Caixa de Pensions és un edifici de l'Exposició Universal de 1929 situat a la muntanya de Montjuïc de Barcelona, catalogat com a bé amb elements d'interès (categoria C). Actualment, és la seu de l'Institut Cartogràfic i Geològic de Catalunya, fins al 2014 Institut Cartogràfic de Catalunya.

## Història
Va ser encarregat per la Caixa de Pensions per a exhibir-hi la seva obra social. Tot i que no se n'ha trobat el projecte, se sap que els autors foren els arquitectes Manuel Maria Mayol i Josep Maria Ribas, que també van projectar el Palau de l'Agricultura. Durant la Segona República, fou utilitzat per altres usos de caràcter social. Durant la Guerra Civil va ser un hospital de sang, i després del conflicte, va ser ocupat durant un temps per l'Institut Nacional de Previsió.
Després de molts anys d'abandó, entre 1993 i 1995 va ser reformat per Soler-Farriol Arquitectes com a seu de l'Institut Cartogràfic de Catalunya. Aquesta intervenció va suposar importants canvis a l'interior i la desaparició de les dues loggies adossades a l'edifici.

## Descripció
Es un edifici aïllat, que s'organitza amb un cos central rectangular al que se li adjunten dos laterals, avançats respecte al central per crear un espai d'entrada. Aquesta unió entre els cossos no es directa, sinó que es fa a través d'uns mòduls estrets, retirats de la façana principal. Sobre aquests mòduls s'alcen dues torres rectangulars de dues plantes d'alçada.
Tot el conjunt està elevat respecte al carrer, i per això també disposa d'un sistema de plataformes amb rampes i escalinates d'accés.
El cos principal, de tres plantes d'alçada, té una composició d'obertures de cinc eixos verticals. En planta baixa disposa d'arcs de mig punt, emmarcant una finestra rectangular i una circular, excepte el central, que conté la porta d'entrada protegida per una marquesina moderna de vidre. Els arcs estan separats per pilastres encoixinades on recolza la cornisa que separa la base de l'edifici de la part superior. A la part superior de la cornisa es disposen petits pilars que serveixen de base a columnes jòniques que configuren la planta superior a la façana. El coronament consisteix en un fris sense decoració i una cornisa de caràcter classicista amb dentell.
Els dos cossos laterals són més rectangulars i de dues plantes. En els punts on els laterals s'ajunten amb el central, s'alcen les dues torres rectangulars amb llotja i coberta de quatre vents.
La resta de façanes repeteixen els criteris i repertori classicista, excepte la façana posterior que presenta un gran arc de mig punt tancat amb una vidriera i protegit amb un filtre solar modern. El parament és llis i els emmarcaments i pilastres amb pedra.
Les teulades de teula àrab es disposa a quatre vents i els seus ràfecs queden amagats pels canals de recollida d'aigua. El cos central disposa d'una gran lluerna que il·lumina un espai a mode de pati interior, allargat en la direcció del eix longitudinal de l'edifici.
La resta de l'interior ha sofert moltes refaccions però encara són visibles els arcs de mig punt que formaven un porxo obert a la zona de l'accés principal. Aquest porxo ha estat tancat, alineant el nou tancament amb el pla de la façana principal.
Artísticament cal destacar la escultura de marbre de Minerva de Joan Borrell i Nicolau, que es troba en una fornícula en la façana de la plataforma que dona al carrer.